# Championnat d'Afrique masculin de basket-ball 1980
Navigation
Sénégal 1978 Somalie 1981
Le championnat d'Afrique de basket-ball 1980 est la dixième édition du championnat d'Afrique des nations. Elle s'est déroulée du 22 au 30 mars 1980 à Rabat au Maroc. Le Sénégal remporte son quatrième titre et se qualifie pour les Jeux olympiques de Moscou.

## Classement final
| Position | Équipe              | Bilan |
| -------- | ------------------- | ----- |
| 1        | Sénégal             | 7v-0d |
| 2        | Côte d'Ivoire       | 5v-2d |
| 3        | Maroc               | 4v-2d |
| 4        | Algérie             | 3v-3d |
| 5        | République du Congo | 3v-3d |
| 6        | Zaïre               | 2v-3d |
| 7        | Angola              | 2v-3d |
| 8        | Mauritanie          | 2v-4d |
| 9        | Somalie             | 3v-3d |
| 10       | Guinée              | 0v-5d |
| 11       | Nigeria             | 1v-4d |